# Ролл, Томми
Томми Ролл (англ. Tommy Rall; род. 27.12.1929, Канзас-Сити (Миссури), США — 06.10.2020, Санта-Моника, Калифорния, США) — американский актёр, танцор, чечёточник и акробат, снимался во многих музыкальных комедийных фильмов 1950-х годов. Позже он стал успешным оперным тенором в 1960-х годах, выступал в Оперной труппе Бостона, Нью-Йорк сити опера и Американской национальной оперной труппе.

## Биография
Ролл родился в Канзас-Сити, штат Миссури, в семье Эдварда и Маргарет Ролл, но вырос в Сиэтле, штат Вашингтон. Врачи диагностировали у него косоглазие, из-за которого ему было трудно читать, поэтому мать записала его на уроки танцев. В ранние годы он исполнял танцевальные и акробатические номера в театрах Сиэтла и пробовался на небольшие актёрские роли.
Его семья переехала в Лос-Анджелес в 1940-х годах, и Ролл начал сниматься в небольших ролях в кино. Его премьерой стал короткометражный фильм MGM под названием «Вендетта». Он начал брать уроки чечётки и стал участником так называемой джиттербаговой группы «Jivin' Jacks and Jills» при Universal Studios. Группа была собрана компанией путём открытого конкурса. Целью было собрать группу молодых танцоров, которая понравилась бы подростковой аудитории. С такими же молодыми актёрами, как Дональд О’Коннор, Пегги Райан и Ширли Миллс, Ролл снялся в массовке нескольких лёгких мюзиклах военного времени «Give Out, Sisters» (1942), «Get Hep to Love» (1942) и «Mister Big» (1943) и других. Он появился в эпизодах фильмов «Северная звезда» (1943) и «Песня о России» (1944).
Ролл продолжал брать уроки танцев и выступал в классических бродвейских шоу, включая «Milk and Honey», «Call Me Madam» и «Cry For Us All». Джерри Херман так отозвался о Ролле в фильме «Молоко и мёд»: «Томми Роллом публика так восхищалась, что продюсер поместил его имя на афишу под тремя звездами. Он очень, очень этого заслуживал. Он был потрясающим певцом и танцором».
Он известен своими танцами с элементами акробатики в нескольких классических мюзиклах 1950-х годов, в том числе «Поцелуй меня, Кэт» в роли Билла-Люченцио (1953), «Семь невест для семерых братьев» в роли Фрэнка (1954), «Приглашение» на танец» (1956), и «Моя сестра Эйлин» в роли Кларка (1955).
Популярность мюзиклов в начале 1960-х начала снижаться и кинокарьера Ролла пошла на убыль. У него была небольшая роль Принца в фильме «Смешная девчонка» в эпизоде-пародии на балет «Лебединое озеро». На Бродвее он танцевал в мюзикле Джозефа Стайна «Юнона» (1959). Журналист и театральный критик Кен Мандельбаум писал: «хореограф Агнес де Милль поставила прекрасные номера: её второй акт «Джонни», в котором танцевал Томми Ролл, был самым ярким событием вечера». Актёр сыграл главную роль в трёхактной опере Массне «Жонглёр Богоматери» в Оперном театре Новой Англии в Бостоне в 1961 году.  Исполнение этого персонажа требовало навыков пения, жонглирования и танцев.
Ролл пользовался большим уважением среди своих коллег, в том числе великих танцоров Джина Келли и Дональда О'Коннора, причем последний описывал Ролла как одного из «величайших танцоров, живущих... после Астера и Келли».
В сентябре 2020 года Ролл перенес операцию на сердце в Медицинском центре Fireside (Санта-Моника, Калифорния). Впоследствии, в октябре, ему сделали повторную операцию. Он умер 6 октября в возрасте 90 лет. У него остались жена Карел и их сын Аарон, подполковник армии США. Другой сын, Дэвид, умер раньше своих родителей.

## Избранная фильмография
| Год  | Оригинальное название   | Название на русском языке | Роль                              |
| ---- | ----------------------- | ------------------------- | --------------------------------- |
| 1943 | The North Star          | Северная звезда           | танцующий подросток, нет в титрах |
| 1944 | Song of Russia          | Песнь о России            | танцующий подросток, нет в титрах |
| 1945 | Ziegfeld Follies        | Безумства Зигфелда        | танцор кордебалета, нет в титрах  |
| 1953 | Kiss Me Kate            | Поцелуй меня, Кэт         | Билл / Люченцио                   |
| 1955 | My Sister Eileen        | Моя сестра Эйлин          | Чик Кларк, репортер               |
| 1955 | The Second Greatest Sex | Второй лучший секс        | Альф Коннорс                      |
| 1956 | Invitation to the Dance | Приглашение на танец      | Шарпи                             |
| 1958 | Merry Andrew            | Весёлый Эндрю             | Уго Галлини                       |
| 1968 | Funny Girl              | Смешная девчонка          | Принц в «Лебедином озере»         |
| 1987 | Dancers                 | Танцоры                   | камео                             |